# Aethaloida
Aethaloida là một chi bướm đêm thuộc họ Geometridae.

## Các loài
- Aethaloida packardia (Hulst, 1888)